# Marta Maribona
Marta Maribona   (Bilbao, 1965 - Espanya, 11 d'octubre de 2020), de nom complet Marta María González Rodríguez-Maribona, va ser una pianista espanyola de música clàssica. Segons algun mitjà, va ser una excepcional concertista de piano i professora de renom internacional.

## Biografia
Marta Maribona va néixer a Bilbao i va començar els seus estudis musicals al Conservatori Juan Crisóstomo Arriaga d'aquesta ciutat amb María Isabel Picaza i Juan Carlos Zubeldia. Va obtenir per unanimitat els Premis d'Honor de Grau Elemental, Música de Cambra i Fi de Carrera.
Va continuar els seus estudis al Reial Conservatori Superior de Música de Madrid, amb el pianista Joaquín Soriano i amb Jorge Otero. Hi va obtenir el premi d'honor de fi de grau superior. El 1986 va intervenir a l'Indiana University Chamber Music Festival, a Bloomington. A Indiana va realitzar cursos de perfeccionament amb M. Block, E. Aver, F. Sokolowski i el pianista Menahem Pressler. Amb una beca del Govern basc i de la Diputació de Biscaia va obtenir el juny de 1992 el Diploma de Postgraduada per la Universitat de Manchester al Royal Northern College of Music d'aquesta ciutat britànica. Dirigia els estudis la professora lituana Sulamita Aronovsky.
Va oferir nombrosos recitals arreu d'Espanya, Regne Unit i els Estats Units d'Amèrica. Va actuar com a solista amb l'Orquestra de Cambra Espanyola i l'Orquestra Simfònica de Bilbao. Va realitzar enregistraments per a la  Televisió Espanyola (TVE) . En els últims anys de la seva vida era professora al Conservatori de Música Adolfo Salazar de Madrid.
Va impartir classes de perfeccionament a pianistes com Juan José Mudarra Gámiz, Irene Aranda, Ana Pozuelo Alba, Covadonga Serrano  o Ana María Sánchez Sánchez.

## Premis
- Primer Premi al Concurs de Piano Gregorio Baudot a Ferrol, Espanya.
- Primer Premi al 7è Concurs de Piano Nova Acròpolis (ara Concurs Internacional de Piano Delia Steinberg), Madrid, Espanya, el 1988.[17]
- Primer Premi al Concurs de Piano Ciutat de Melilla.
- Premi Musical Albéniz a Albacete.
- Primer Premi Beques Joventuts Musicals de Madrid.
- Primer Premi al Concurs Sofia Puche de Barcelona.
- Premi Concurs de Piano Ciutat de Valladolid.
- Primer Premi a l'European Yamaha Competition a Londres.

## Enregistraments
- Aita Donostia, 1997.[18]